# Schwarzach (powiat Straubing-Bogen)
Schwarzach – gmina targowa w Niemczech, w kraju związkowym Bawaria, w rejencji Dolna Bawaria, w regionie Donau-Wald, w powiecie Straubing-Bogen, siedziba wspólnoty administracyjnej Schwarzach. Leży w Lesie Bawarskim, około 18 km na północny wschód od Straubingu, przy autostradzie A3.

## Oświata
(na 1999)

W gminie znajduje się 75 miejsc przedszkolnych (119 dzieci) oraz szkoła podstawowa (28 nauczycieli, 427 uczniów).